# Herbst-Mosaikjungfer
Die Herbst-Mosaikjungfer (Aeshna mixta) ist eine Libellenart aus der Unterordnung der Großlibellen (Anisoptera). Innerhalb ihrer Familie, der Edellibellen (Aeshnidae), zählt die Herbst-Mosaikjungfer zu den kleineren Vertreterinnen. Ihr deutscher Name weist auf die jahreszeitlich späte Flugzeit hin – es handelt sich um die in Mitteleuropa am spätesten auftretende Art der Edellibellen. Das wissenschaftliche Artepitheton mixta bedeutet so viel wie „gemischt“, was sich auf die aus mehreren Farben zusammengesetzte Fleckenzeichnung bezieht.

## Merkmale

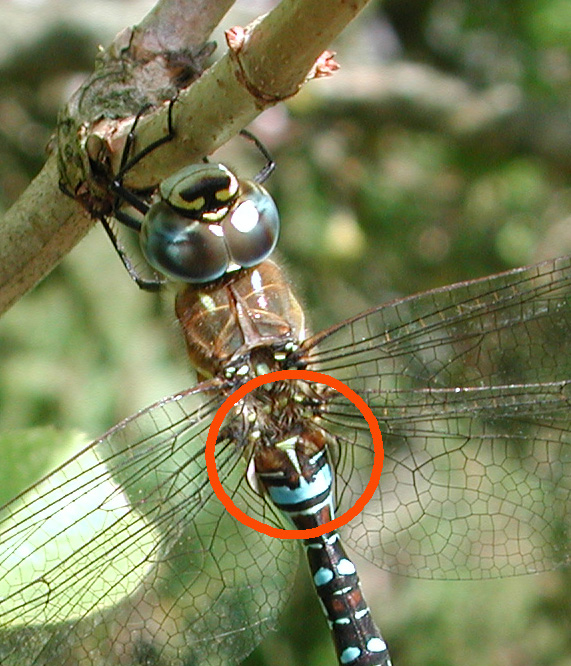
Charakteristische T-Zeichnung (Männchen)

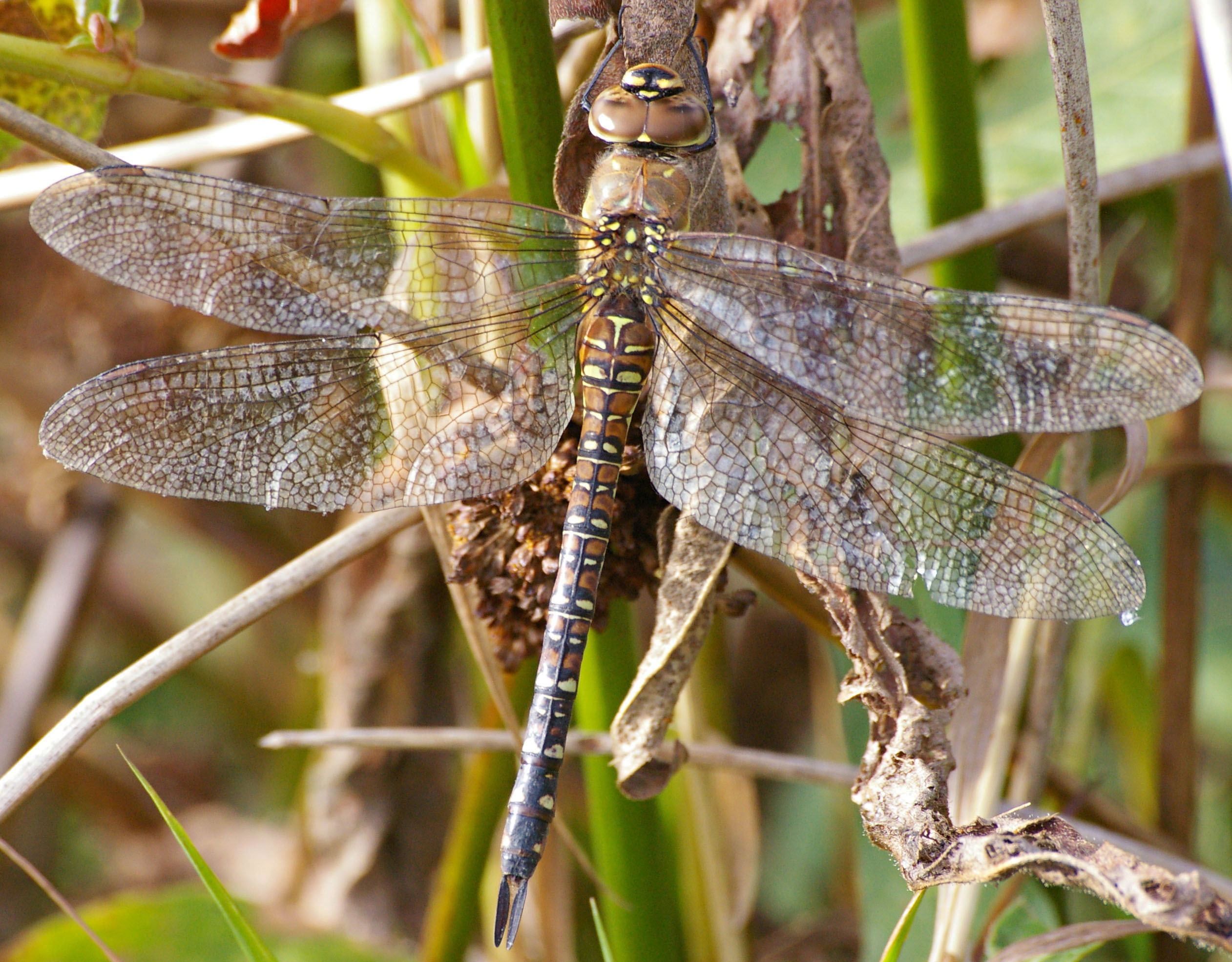
Älteres Weibchen

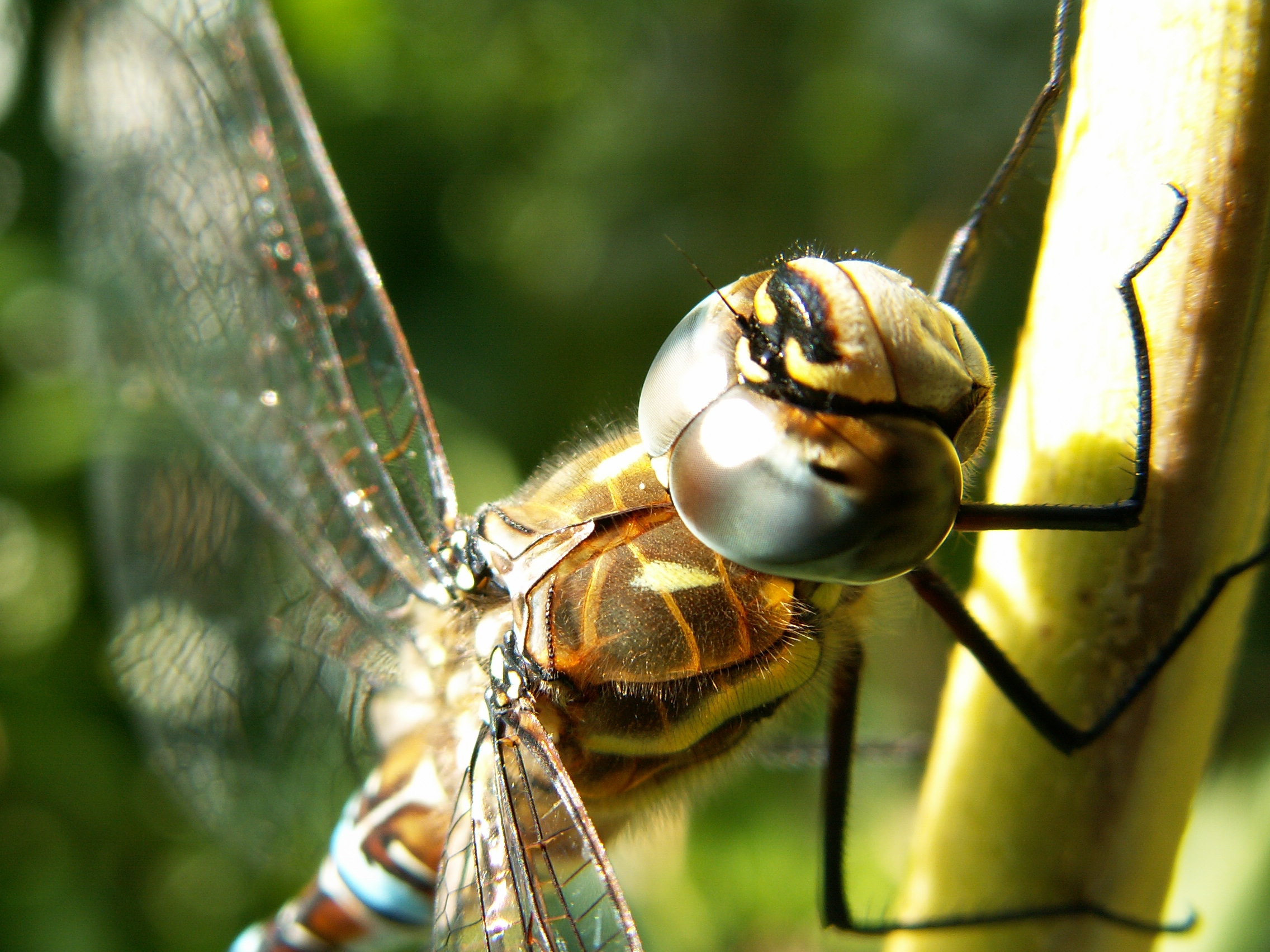
Die Streifen auf der Oberbrust sind bei der Herbst-Mosaikjungfer sehr klein

Die Herbst-Mosaikjungfer erreicht eine Flügelspannweite von etwa 80 Millimetern und eine Körperlänge von 62 (Weibchen) bis 64 Millimetern (Männchen). Der Brustabschnitt (Thorax) der Tiere ist braun und weist oberseits sehr kleine, gelbliche Antehumeralstreifen auf. Die Thoraxseiten haben breite grüngelbe Seitenbinden. Der Hinterleib (Abdomen) der Männchen ist schwarz mit einer blauen Fleckung; an seiner Basis, also dem ersten, verbreiterten Segment, befindet sich ein gelblich-weißes Dreieck oder „T“. Da die blauen Abdominalflecken recht klein sind, wirken die Männchen mitunter etwas „düster“. Dazu trägt auch bei, dass sich in Abhängigkeit von kühler Umgebungstemperatur das Blau zu einem Schwarzviolett abdunkeln kann. Das Abdomen der Weibchen ist mit kleinen gelben und großen braunen Flecken versehen; auch bei ihnen kann man das T-förmige bis dreieckige Zeichen entdecken. Neben den braungefärbten Weibchen können auch solche mit sogenannter androchromer Färbung auftreten. Diese haben eine eigentlich für die Männchen typische Färbung.
Die Berührungslinie der beiden Komplexaugen ist, dorsal betrachtet, bei Aeshna mixta relativ lang.

## Verbreitung
Es handelt sich um ein europäisch-asiatisches Faunenelement; die Art ist vor allem in Mittel- und Südeuropa sowie in Nordafrika weit verbreitet. Als nördlichstes Vorkommen wird Süd-Norwegen genannt; in England werden der Süden und seit Mitte des 20. Jahrhunderts auch die Mitte besiedelt. Nach Osten reicht das Areal über Russland und China bis nach Japan. In Mitteldeutschland galt die Herbst-Mosaikjungfer noch zu Beginn des 20. Jahrhunderts als selten. Inzwischen hat sie ihr Areal hier ausgeweitet und gehört nun örtlich sogar zu den häufigsten Aeshniden. Verbreitungsschwerpunkte liegen in den Tiefebenen und Flusstälern des südlichen Mitteleuropas.

## Lebensweise

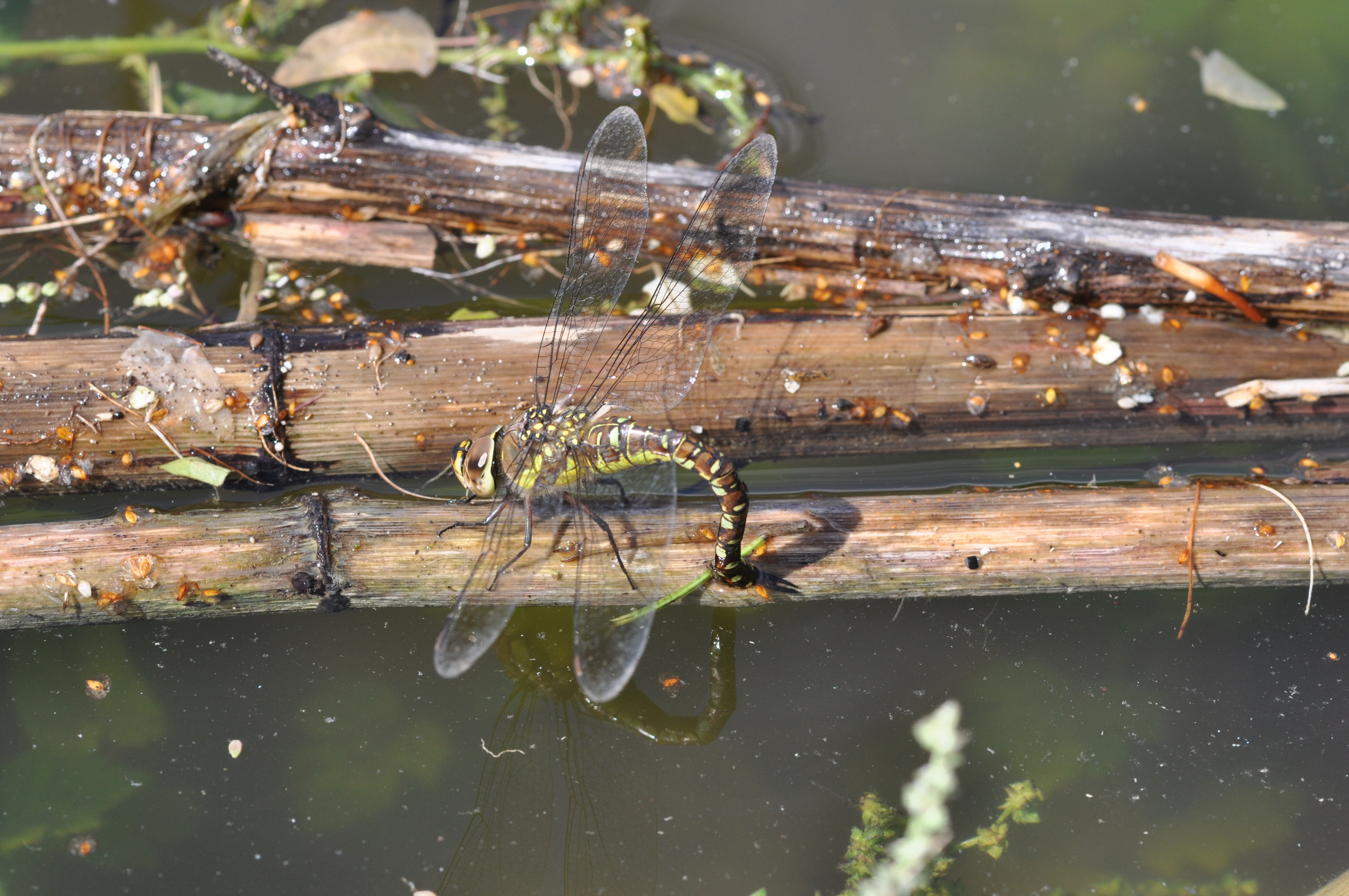
Weibchen bei der Eiablage

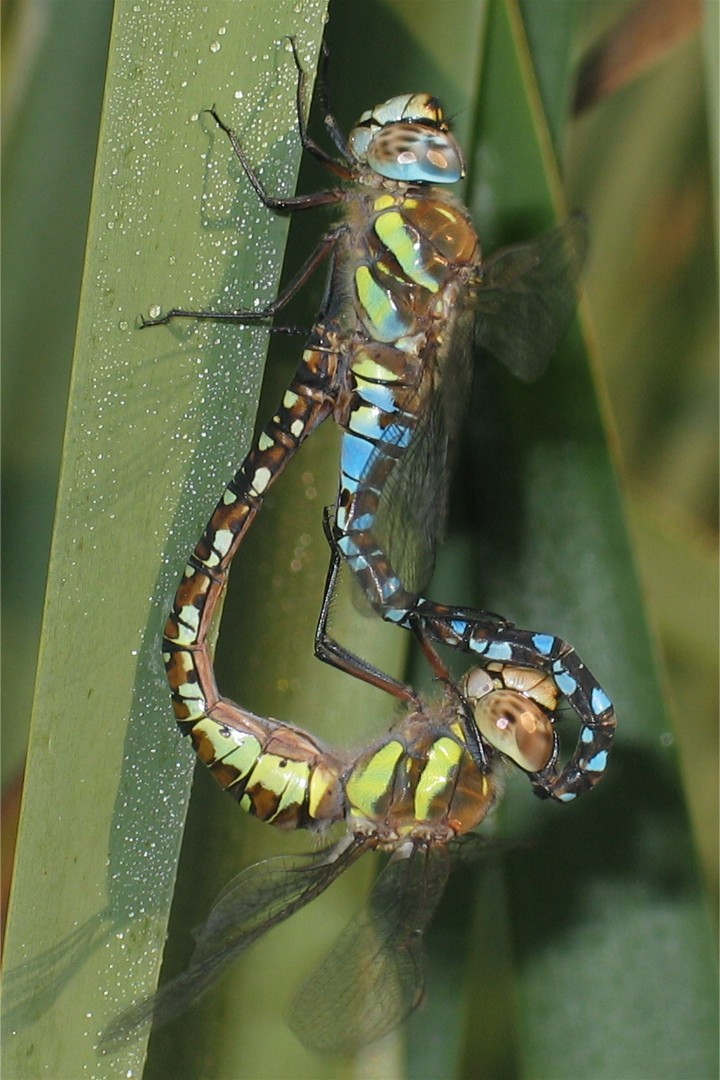
Paarungsrad; die grüngelben Thorax-Seitenbinden sind gut zu erkennen

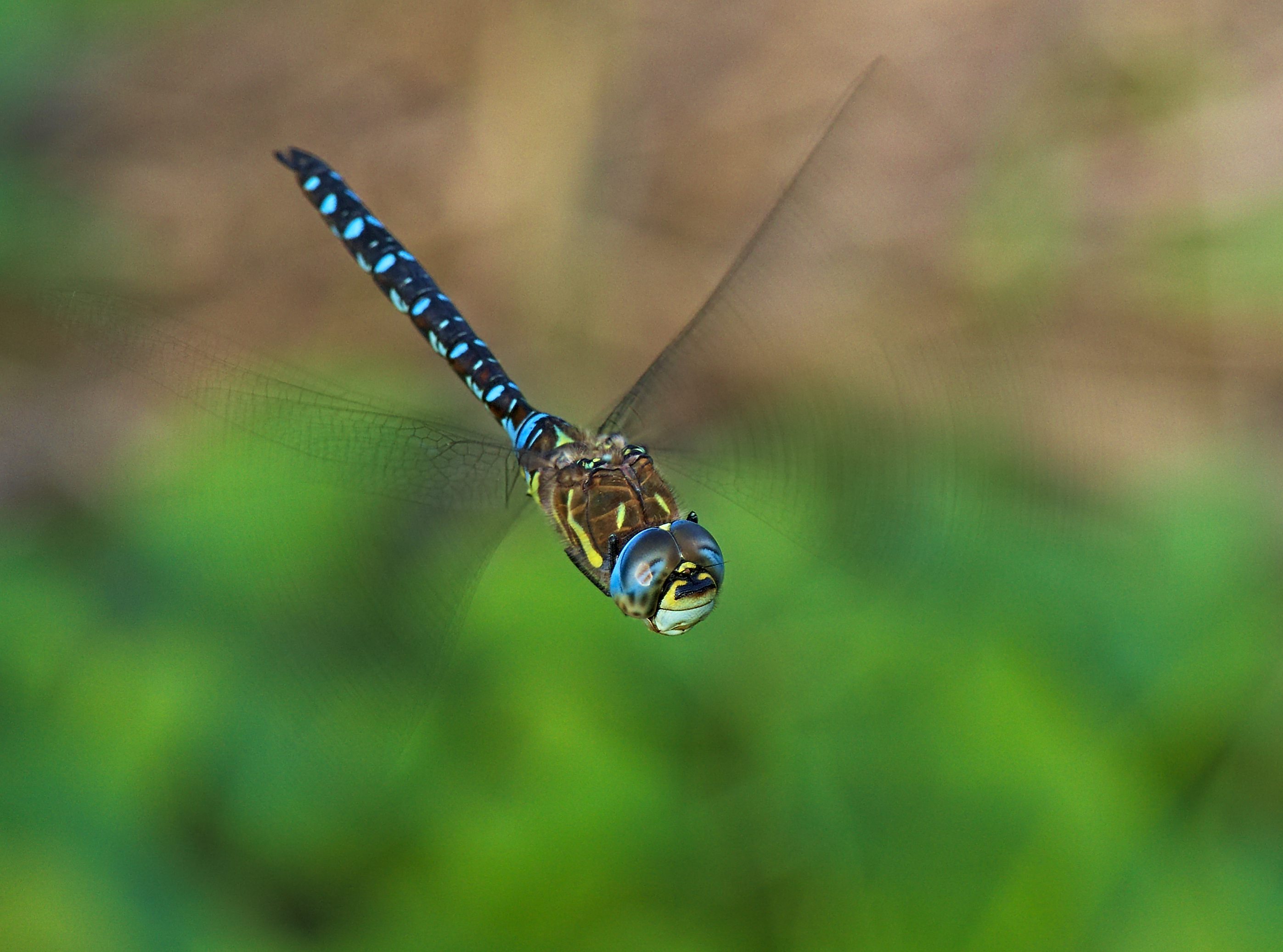
Männchen im Flug

In den Monaten Juli/August bis Oktober ist die sehr lebhafte Art an pflanzenreichen stehenden Gewässern anzutreffen – im Mittelmeerraum beginnt die Emergenz bereits im Juni. Bevorzugt werden Weiher mit Schilfgürtel oder Seggenrieden in ausgedehnten Verlandungszonen. Ihre Flüge können recht ausgedehnt sein, so dass man diese Libellen auch auf Wiesen in einiger Entfernung zum Gewässer antrifft. Dabei machen die Tiere häufigere Ruhepausen als etwa die Braune oder die Blaugrüne Mosaikjungfer. Sie setzen sich dann manchmal in fast waagerechter Haltung auf exponierte Strukturen – ähnlich wie sonst eher Segellibellen und eigentlich untypisch für Edellibellen.
Die Männchen fliegen auf der Suche nach einer Partnerin die Ufer des Gewässers auf und ab. Diese Patrouillenflüge können Uferstrecken von über 100 Metern Länge umfassen. Die Paarung erfolgt teilweise in der Luft und dauert zwischen 20 Minuten und einer Stunde. Die Paarungsräder sind allerdings auch häufig an Schilfblättern oder Zweigen in einem bis zwei Metern Höhe zu sehen. Unmittelbar nach der Kopulation sticht das Weibchen die Eier vor allem in schwimmende abgestorbene Pflanzenteile ein.
Männchen sind schon bei Umgebungstemperaturen ab etwa 10 °C aktiv, sofern gleichzeitig die Sonne scheint. Weibchen fliegen meistens erst bei Temperaturen ab 13 °C. Damit zählt die Herbst-Mosaikjungfer zu den Edellibellen mit den niedrigsten Aktivitäts-Schwellentemperaturen. Mit dem Beginn der Phase anhaltender Nebel oder feucht-kühler Witterung im Herbst endet die Flug- und Lebenszeit der Imagines.

## Larvenentwicklung
Die Eier werden relativ spät gelegt und überwintern als solche, die Larven schlüpfen erst im darauffolgenden Jahr. Aus diesem Grund kann die Herbst-Mosaikjungfer auch an Teichen existieren, die im Winter trockenfallen bzw. abgelassen werden. Eine weitere Überwinterung erfolgt manchmal als beinahe ausgewachsene Larve. Sonst findet die Metamorphose zur Imago noch im Larvenschlupfjahr statt.

## Gefährdung
Nachdem die Herbst-Mosaikjungfer ihr Areal in Mitteleuropa in den letzten Jahrzehnten ausgedehnt hat, gilt sie etwa in Deutschland gemäß Roter Liste nicht als eine gefährdete Art, sondern tritt stellenweise sogar sehr häufig auf. Regional und lokal können Bestände aber durchaus bedroht sein. Da Aeshna mixta Gewässer mit ausgedehnter Röhricht- und Großseggenvegetation bevorzugt, gehen Eingriffe und Beeinträchtigungen solcher Uferstrukturen (beispielsweise durch hohen Freizeitbetrieb und Bootsverkehr) zulasten der Art. Überhöhter Fischbesatz führt zu verstärktem Fraßdruck sowie Nahrungskonkurrenz in den Larvengewässern; insbesondere durch Graskarpfen wird zudem die Unterwasserflora zerstört. Entwässerungsmaßnahmen und Grundwasserabsenkungen haben eine beschleunigte Verlandung bzw. verkürzte Wasserhaltedauer kleinerer Oberflächengewässer zur Folge, was eine erfolgreiche Larvenentwicklung der Herbst-Mosaikjungfer verhindern kann.